# Picasa
|  | Aquest article tracta sobre el programari de fotografies. Si cerqueu l'eina de picapedrers, vegeu «Picassa». |

Picasa és un programa per visualitzar, organitzar i editar fotografies digitals. A més, Picasa té un lloc web integrat per compartir fotos.
L'objectiu de Picasa és la usabilitat, de manera que sigui molt fàcil d'utilitzar per qualsevol usuari, tot oferint moltes funcionalitats en un sol clic.
La principal funcionalitat del programa consisteix a organitzar les fotos de l'ordinador, tot ordenant-les en carpetes, i col·leccions per ordre cronològic.
També permet fer retocs a les fotografies com ara ajustament del color, reducció dels ulls vermells, correcció de l'alineació de les fotos, etc.
També es pot utilitzar per a enviar fotos per correu electrònic, penjar-les a un weblog, gravar-les a un CD, o altres.

## Picasa Inc
Picasa, Inc és una companyia de Pasadena, Califòrnia que ha creat un organitzador de fotos amb el mateix nom. El juliol del 2004, el Google va comprar Picasa i la va començar a oferir per a ús gratuït.

## Hello
Hello de la companyia Picasa és un programari gratuït per ordinador que permet als usuaris enviar imatges a través d'internet i publicar-les als seus weblogs. Es descriu de manera semblant a un programa de missatgeria instantània que permet enviar imatges així com text.